# Plaine-Haute
Plaine-Haute is een gemeente in het Franse departement Côtes-d'Armor (regio Bretagne). De plaats maakt deel uit van het arrondissement Saint-Brieuc. Plaine-Haute telde op 1 januari 2022 1.705 inwoners.

## Geografie
De oppervlakte van Plaine-Haute bedroeg op 1 januari 2022 15,29 vierkante kilometer; de bevolkingsdichtheid was toen 111,5 inwoners per km².
De onderstaande kaart toont de ligging van Plaine-Haute met de belangrijkste infrastructuur en aangrenzende gemeenten.

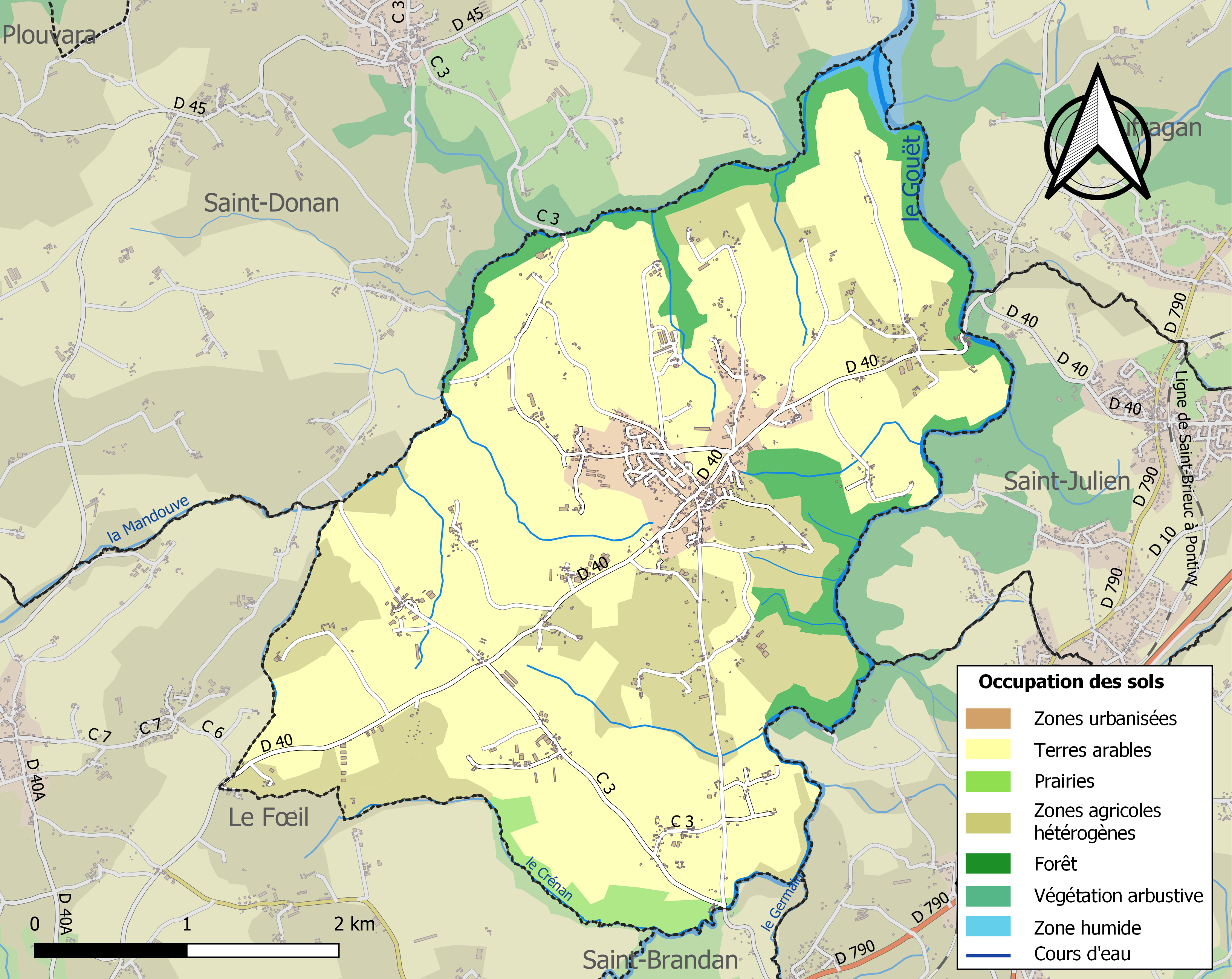

## Demografie
Onderstaande figuur toont het verloop van het inwonertal (bron: INSEE-tellingen).